# Говардово (станция)
Гова́рдово — железнодорожная станция Московской железной дороги на участке Муратовка — Вязьма-Брянская, расположена в городе Кондрово, районном центре Калужской области. Названа по имени предпринимателя Говарда.

## Краткая характеристика
Состоит из двух низких платформ: боковой и островной. Имеется небольшой грузовой парк. Имеется прямое сообщение с Калугой I, Вязьмой и Тёмкино. Участок от Износок до Полотняного Завода и до Тёмкино однопутный без электрификации. По маршрутам следуют рельсовые автобусы и автомотрисы.

## Пассажирское движение
От станции до 2014 года отходили промышленные ветки к предприятиям город. На станции останавливаются все пассажирские пригородные поезда, следующие до Тёмкино, Вязьмы и Калуги-1. (2 пары ежедневно до Тёмкино, 1 пара по понедельникам, пятницам и выходным до Вязьмы, 3 пары по вторникам, средам и четвергам и 4 пары в остальные дни - до Калуги-1)

## Коммерческие операции, выполняемые на станции
О — Посадка и высадка пассажиров на (из) поезда пригородного и местного сообщения. Прием и выдача багажа не производятся.

§ 1 — Прием и выдача повагонных отправок грузов, допускаемых к хранению на открытых площадках станций.

§ 3 — Прием и выдача грузов повагонными и мелкими отправками, загружаемых целыми вагонами, только на подъездных путях и местах необщего пользования.